# Брискин, Вениамин Маркович
Бри́скин Вениамин Маркович (27 сентября 1906, Ромны, Полтавская губерния — 28 марта 1982, Москва) — советский художник-график, автор плакатов и политической карикатуры. Заслуженный художник РСФСР (1967).

## Биография
Родился в 1906 году в городе Ромны Полтавской губернии.
Обучался в Харьковском художественном институте (1921-1925) у Семена Прохорова и Михаила Шаронова.
В 1920-х рисовал для харьковского журнала «Уж».
С 1926 года экспонировался на выставках: «Украинская книжная графика в Харькове» (1929), «Выставка-смотр произведений молодых художников» (1936), Всесоюзные художественные выставки (1949, 1952, 1954, 1955, 1957, 1961, 1965, 1967), «Выставка советского плаката» (1950) и др. Персональные выставки прошли в Москве (1958, 1965, 1968, 1977), Белгороде (1968).
В 1932 переехал в Москву. Работал в сатирическом журнале «Крокодил» (1932—1933), газетах «Комсомольская правда» (c 1934), «Правда» (с 1956). Занимался книжной и журнальной графикой для Воениздата.
В период советско-финской войны (1939-1940) работал в газете «На страже Родины» Ленинградского военного округа.
С 1943 года рисовал для фронтовой газеты «За честь Родины» Воронежского, затем — 1-го Украинского фронта; занимался подготовкой фронтовых Окон ТАСС. Прошёл с армией весь путь от Курской дуги до Берлина. После войны, оставаясь в армии, сотрудничал в той же газете, ставшей теперь органом центральной группы войск, редакция которой базировалась в Вене.
В 1950 вернулся в Москву, где продолжил работу в московских газетах и журналах.
В 1950-1970 занимался книжной графикой, в частности, готовил иллюстрации для книг Максима Горького, Константина Симонова, Бориса Ласкина, Марка Твена и других авторов. Создавал плакаты для объединения «Агитплакат», в том числе тематические серии «Болтовня, сплетни - на руку врагу» (1954), «Не будь таким» (1956) и др.
Вениамин Брискин умер в 1982 году. Урна с прахом захоронена в колумбарии на Ваганьковском кладбище.

## Ранние годы
Вениамин Брискин увлекался рисованием с юных лет. В годы Гражданской войны в Ромны приехали два московских художника - реалист Николай Михайловский и футурист Борис Комаров. Помогая художникам, Брискин стал рисовать плакаты для частей Красной армии, находившихся в городе, и готовить декорации для местного клуба. Его успехи настолько впечатлили москвичей, что они настояли, чтобы Вениамин отправился получать художественное образование во ВХУТЕМАСе. В Москве в эти годы был голод и Машков, с которым Брискин встретился в Москве, порекомендовал возвращаться на Украину - в Харьковский художественный институт.
Обучаясь в институте, Вениамин Брискин начал готовить иллюстрации для харьковского журнала «УЖ». Получив квалификацию художника и разряд, Вениамин Брискин поехал в составе творческой бригады в Донбасс, где готовил плакаты, декорации и росписи.

## Творчество
В двадцать лет Вениамин Брискин принял участие в первой большой художественной выставке. Он представил несколько зарисовок из альбома, среди которых наиболее ярким являлся портрет беспризорника.
В конце 1920-х Брискин готовил иллюстрации к первым советским изданиям «Похождений бравого солдата Швейка».
В 1932 году, после переезда Брискина в Москву, в «Крокодиле», «Смене», «Комсомольской правде», «30 дней» регулярно печатались его карикатуры, сатирические рисунки, иллюстрации к рассказам. Для него это стало серьёзной школой политической публицистики.
В 1933 году в «Комсомольской правде» была помещена карикатура Вениамина Брискина «Апогей фашизма». Возвышаясь над морем крови, из которого торчат только острые шпили затонувших зданий, на фоне серого тревожного неба громоздится толстобрюхая фигура фашистского палача. Тень от козырька полувоенной фуражки падает на лоб, напоминая чёлку, белёсые от бешенства глаза, смешной квадратик усиков над губой — облик фашиста одновременно страшен и омерзителен. Штурмовик явно смахивал на Гитлера, недавно пришедшего к власти в Германии, и поэтому для опубликования карикатуры в центральной газете потребовалось ещё разрешение Наркомата иностранных дел. На обороте рисунка нарком Литвинов поставил свою подпись. Это была одна из первых карикатур на Гитлера, появившихся в советской прессе.
На страницах фронтовой газеты Ленинградского военного округа «На страже Родины» от 31 декабря 1939 года сообщалось: «Специальный корреспондент нашего отдела «Прямой наводкой» Вася Тёркин, пребывающий на передовых позициях, готовит материал, который будет печататься у нас в ближайшее время». Так редакция газеты познакомила своих читателей с персонажем, который очень быстро полюбился и стал настоящим героем, прошедшим вместе с солдатами до конца Финской кампании.
Как отмечал Твардовский, немалая заслуга такого успеха заключалась именно в рисунках Брискина и Фомичёва. К каждому выпуску газеты художники готовили серию рисунков, затем в дело включались поэты, в числе которых были Н. Щербаков, Н. Тихонов, А. Твардовский, Ц. Солодарь и С. Маршак. В 1940 году коллектив выпустил брошюру «Вася Тёркин на фронте». Маршак даже написал по просьбе Твардовского шутливую биографию Васи Тёркина для сборника «Похождений». Но когда в 1941 году немецкие войска начали стремительное наступление вглубь СССР, образ весёлого паренька Васи Тёркина потерял актуальность - он просто не сочетался с теми зверствами, о которых сообщали фронтовые сводки. Так эстафета перешла к Твардовскому и его более известному произведению «Василий Тёркин», над чьим новым повзрослевшим и возмужавшим образом весьма успешно постарался Орест Верейский.
В годы войны Вениамин Брискин совмещал оружие красноармейца и художника-сатирика. Служба во фронтовой газете приучила его молниеносно ориентироваться в любой обстановке, выбирать острейший поворот темы, отыскивать доходчивые и ясные средства выражения. После войны он подготовил для издания альбом своих рисунков - по нему легко проследить этапы борьбы с фашизмом, которую вёл художник на страницах военных газет. В своих газетных рисунках Брискин умело подхватывал то настроение, которое владело в тот, или иной момент солдатской массой. Когда развязка войны стала очевидна, в рисунках Брискина все настойчивей зазвучали героические ноты. Выразительны стволы тяжёлых орудий, взятые снизу в остром ракурсе, нацеленные на фашистское логово. Когда С. Герасимов и А. Дейнека, бывшие в послевоенной Вене с одной из первых зарубежных выставок, пришли в Дом офицеров и перед ними на стенах и на столиках предстала масса острых, всегда нацеленных, воинствующих работ художника, Дейнека не удержавшись воскликнул: «Не может быть, что все это сделал один человек!»
В 1947 году создал серию «Послевоенная Европа».
В 1956 году Вениамин Брискин и Константин Иванов создали первый сатирический агитплакат, который как и его предшественники Окна сатиры РОСТА и Окна ТАСС, был вывешен в одной из витрин на улице Горького в Москве. Так родилась мастерская агитплаката, главным художественным редактором которой стал Брискин. Позже в 1966 году редколлегию возглавил Борис Ефимов.
В 1959 году Брискин выпустил книгу «Опыт работы над агитплакатом».
В 1960-1970 годах в его работах усилились монументальность и обобщённость форм, но и в этот период, его плакаты выделялись своей остротой, вниманием к деталям и техническим совершенством. В эти годы он плодотворно сотрудничал с Константином Ивановым, выполнил несколько плакатов вместе с Петром Караченцовым. Наиболее известны плакаты Брискина на тему внешней политики, в которых остро, с юмором, высмеивались пороки капиталистического общества.

## Награды
- В 1970 году на Международной выставке «Сатира в борьбе за мир» в Москве получил Золотую медаль Советского фонда мира.